# Zentrales Fundarchiv
Das Zentrale Fundarchiv ist eine Außenstelle des Archäologischen Landesmuseums Baden-Württemberg in Rastatt. Es dient dem Aufbewahren, Konservieren und Restaurieren archäologischer Funde aus Baden-Württemberg.

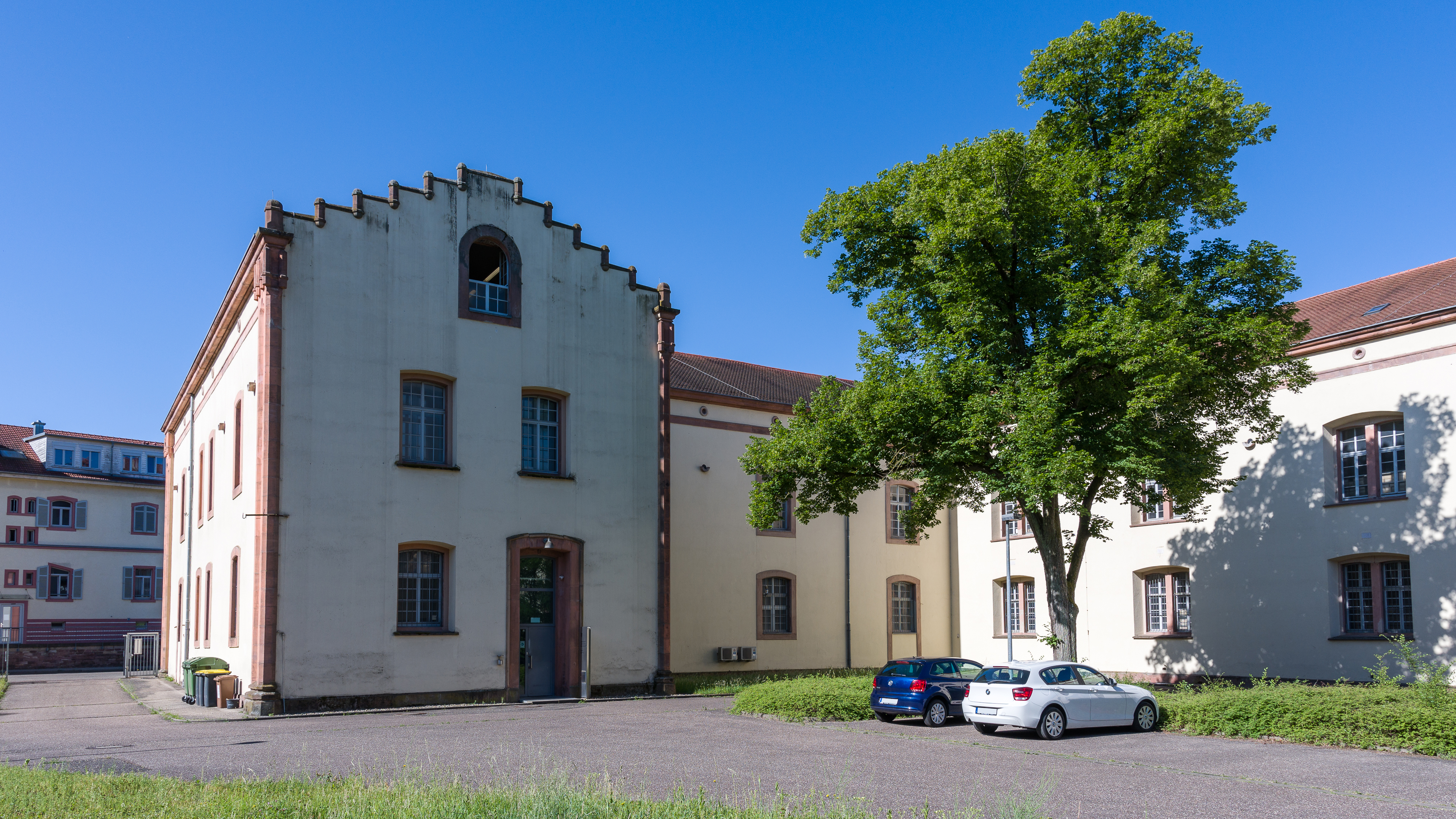
Gebäude des ehemaligen Lazaretts

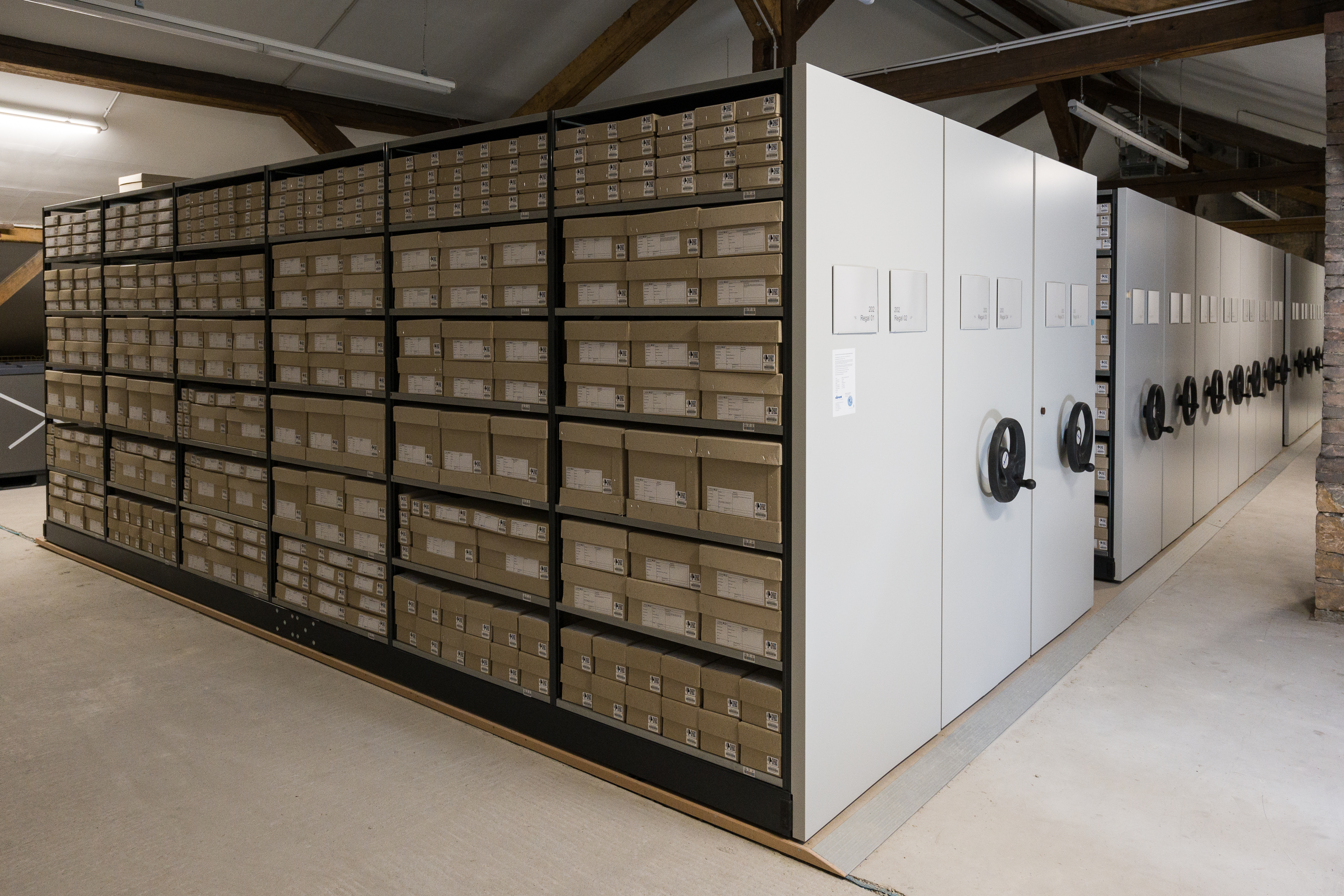
Magazinraum mit Rollregal und Fundkisten

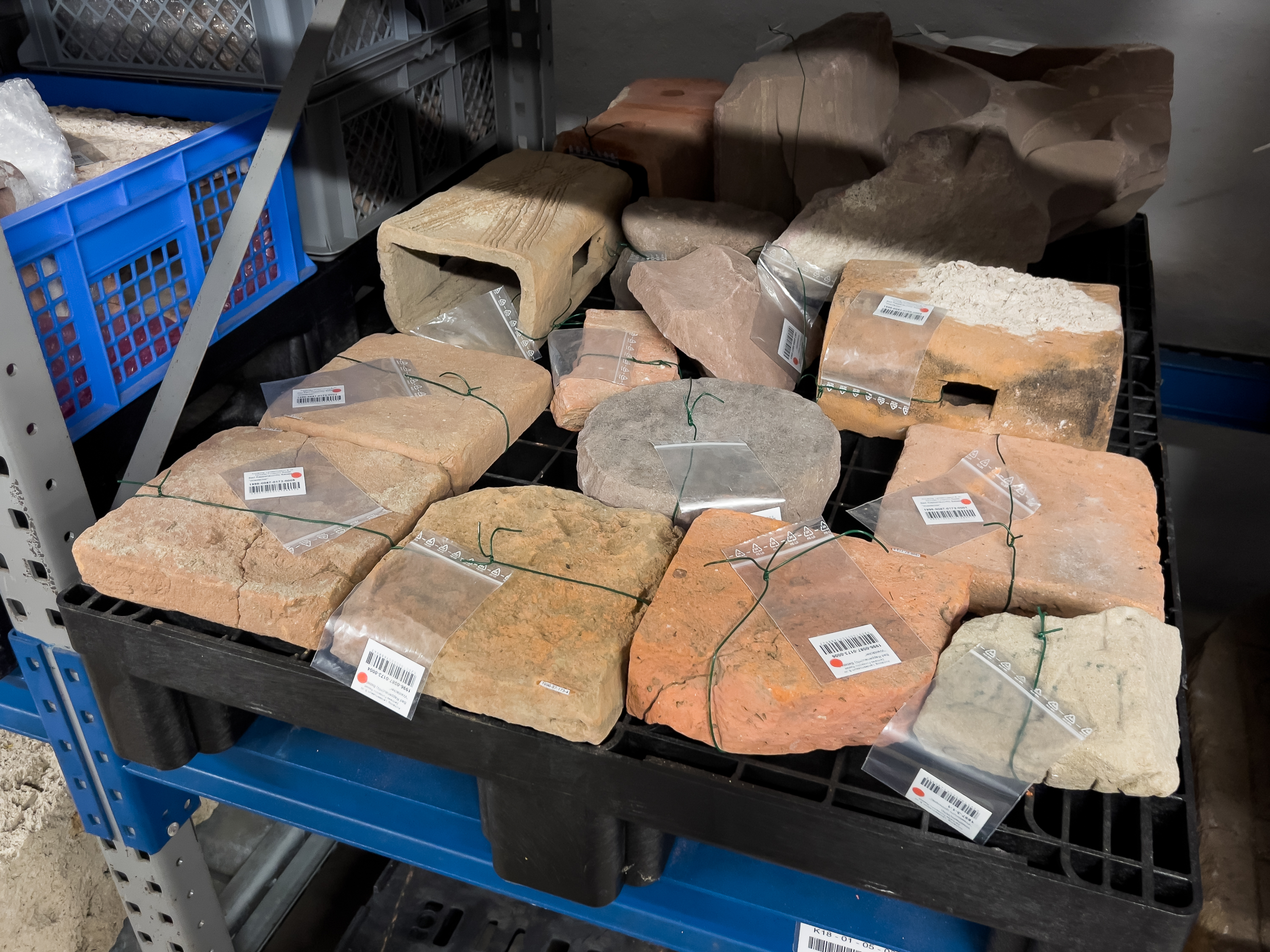
Magazinierte römische Baukeramik

## Geografische Lage
Das Zentrale Fundarchiv befindet sich im Lazarettgebäude der ehemaligen Bundesfestung Rastatt.

## Geschichte

### Vorgeschichte
Das Sammeln und Bewahren gehört zu den Kernaufgaben eines Museums. Hinsichtlich der archäologischen Objekte nahmen das seit dem 19. Jahrhundert im Bereich des heutigen Baden-Württemberg die beiden Landesmuseen in Karlsruhe und Stuttgart wahr. Als ab den 1970er Jahren die Zahl der archäologischen Ausgrabungen und damit das Fundaufkommen stark zunahm, ergab sich beim Aufbewahren der Funde ein zunehmendes Mengenproblem. Vor der Einrichtung des Zentralen Fundarchivs wurden so schließlich etwa 60 Depots unterhalten, die zum Teil die erforderlichen Bedingungen für einen dauerhaften Erhalt der Funde nicht boten.

1990 wurde das Archäologische Landesmuseum Baden-Württemberg gegründet, dessen Hauptsitz sich in Konstanz befindet und das 1992 für das Publikum öffnete. 

### Geschichte
Anschließend begann die Planung für ein Zentrales Funddepot, das in der Konzeption des Archäologischen Landesmuseums Baden-Württemberg von Anfang an vorgesehen war. Die Wahl fiel auf das Lazarettgebäude der ehemaligen Bundesfestung Rastatt, weil es große Flächen aufwies, die Außenmauern 1,5 m dick und damit sehr klimastabil sind.
Die Planung begann 1994, am 4. Juni 1999 konnte das Zentrale Fundarchiv eingeweiht werden. In der Folgezeit bis etwa 2005 übernahm es Bestände aus den über das Land verstreuten Depots, etwa 122.000 Kartons. 40 Depots konnten anschließend aufgegeben werden.
Da die Kapazität des Zentralen Fundarchivs voraussichtlich 2030 erschöpft sein wird, ist ein Erweiterungsbau geplant.

## Funktion
Das Zentrale Fundarchiv bewahrt die beweglichen Funde aus archäologischen Grabungen auf, inventarisiert sie und erhält sie. Dazu dient auch eine eigene Restaurierungswerkstatt. Damit hält das Zentrale Fundarchiv die Objekte für die Wissenschaft zugänglich, denn nur ein kleiner Teil der Funde aus archäologischen Grabungen kann anschließend in Museen ausgestellt werden. Es handelt sich ausschließlich um Funde aus Baden-Württemberg. Auf einer Fläche von rund 6000 m² weist das Zentrale Funddepot 62 Magazinräume auf, davon sieben klimatisierte Sondermagazine für besonders empfindliche Fundstücke – etwa aus Metall oder organischem Material. Dort befinden sich etwa 150.000 Behälter mit Objekten von 14.787 Fundstellen (Zahlen von 2022). Die Lagerung erfolgt ausschließlich nach Material-, Verpackungsart und Volumen, also „chaotisch“ in Bezug auf den Fundkontext. Dies ermöglicht eine platzsparende Einlagerung. Wiederauffinden ist so nur über die Datenbank möglich.
Die Funde werden in eine Datenbank eingepflegt, die 2022 über 68.000 Funde aus 2.162 Fundstellen erfasste. Davon sind 39.000 fotografiert. Heute werden aus laufenden Grabungen etwa 3500 Kartons pro Jahr eingeliefert. Der Umfang der Erfassung des Materials konnte im Laufe der Zeit gesteigert werden und liegt heute bei 4000 bis 7000 Einzelobjekten im Jahr. Diese Funde sind jederzeit für Wissenschaft und Ausstellungen greifbar. Zwischen 1999 und 2022 wurden aus diesem Bestand 2500 Ausleihen mit knapp 87.000 Objekten, darunter für knapp 1100 Ausstellungen, getätigt.